# Seconde source
 (décembre 2017).
Si vous disposez d'ouvrages ou d'articles de référence ou si vous connaissez des sites web de qualité traitant du thème abordé ici, merci de compléter l'article en donnant les références utiles à sa vérifiabilité et en les liant à la section « Notes et références ».
Dans l'industrie électronique, une seconde source est une entreprise autorisée à fabriquer et à vendre des composants conçus à l'origine par une autre entreprise (la première source).
Il est courant que les ingénieurs et les acheteurs évitent les composants qui ne sont disponibles qu'à partir d'une seule source, afin d'éviter le risque qu'un problème avec le fournisseur empêche la fabrication d'un produit populaire et rentable. Pour les composants simples tels que les résistances et les transistors, cela ne pose généralement pas de problème, mais pour les circuits intégrés complexes, les fournisseurs réagissent souvent en accordant une licence à une ou plusieurs autres sociétés pour fabriquer et vendre les mêmes pièces en tant que secondes sources. Même si les détails de ces licences sont généralement confidentiels, elles impliquent souvent des licences croisées (en), de sorte que chaque entreprise obtient également le droit de fabriquer et de vendre des pièces conçues par l'autre.

## Historique
Dès 1975, le marché s'était rendu compte qu'être tributaire d'un seul fournisseur sur un composant aussi vital qu'un microprocesseur aurait été une démarche suicidaire quand on devait faire tourner de façon fluide des chaînes de production en consommant plusieurs dizaines de milliers par mois. Les clients se mirent donc à ne commander de microprocesseurs que dans les modèles que plusieurs usines de fondeurs différents pouvaient leur procurer.
Bon gré, mal gré, des firmes comme Motorola, Intel, NEC, Fairchild, Thomson ou Zilog s'accommodèrent des licences croisées pour la fabrication de leurs modèles, avec ou sans variations mineures (le NEC V20 était une amélioration importante, par exemple, du Intel 8088), et ne firent presque plus de développement propres en architecture Intel (le logiciel des PC les empêchait d'ailleurs d'ajouter des instructions de leur cru dont celui-ci n'aurait pas tiré parti).
Le succès du PC habitua les autres fondeurs à se remettre à l'habitude d'Intel de fournir des accords de licence pour fabriquer ses 8086, 8088, 80186 et 80286. La surprise fut grande quand, à la sortie du 80386, la firme Intel, consciente de ses supériorités qualitatives (mémoire virtuelle, mode superviseur bien mieux conçu, adressage 32 bits) annonça qu'elle ne fournirait pas de licences de seconde source pour ce processeur ni pour les suivants. Or le modèle avait changé : il était exclu de boycotter les 80386 d'Intel, plus rapides et plus compatibles avec les nouveaux OS annoncés, si la concurrence les adoptait. Le modèle du dilemme du prisonnier fonctionna à plein et ce coup de poker d'Intel marqua le début pour cette firme d'un quasi-monopole. On peut donc dire qu'Intel avait réussi avec son 386 l'opération qu'IBM avait ratée avec son PS/2, qui s'articulait sur le même principe.

## Exemples

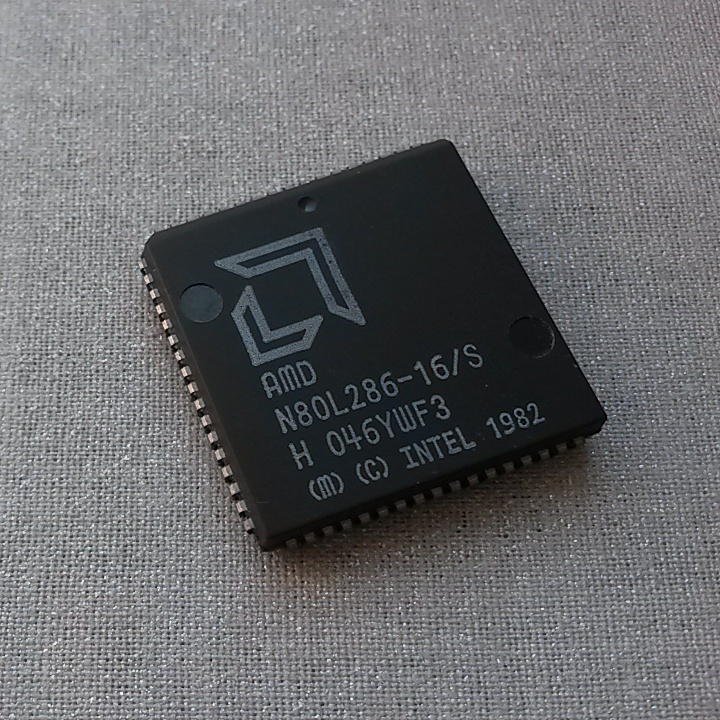
Am286-16MHz, copie du 80286 d'Intel.

MOS Technology a accordé à Rockwell et Synertek une licence de production et vente du microprocesseur 6502 et de ses composants de support.
Intel a accordé à AMD une licence de production et vente des microprocesseurs d'Intel tels que le 8086 et ses composants de support associés. Cet accord est particulièrement réputé pour avoir donné lieu à de nombreux litiges entre les deux parties. L'accord donnait à AMD les droits sur les pièces d'Intel ultérieures, mais Intel a refusé de fournir les masques du 386 à AMD. AMD a procédé à l'ingénierie inverse du 386, et Intel a ensuite affirmé que la licence d'AMD sur le microcode du 386 autorisait uniquement AMD à « utiliser » le microcode, mais pas à vendre des produits l'incorporant. Les tribunaux ont finalement tranché en faveur d'AMD.